# Glycymeris reevei
Glycymeris reevei is een tweekleppigensoort uit de familie van de Glycymerididae. De wetenschappelijke naam van de soort is voor het eerst geldig gepubliceerd in 1868 door Mayer.